# Murphy Dunne
Murphy Dunne (Chicago, 22 giugno 1942) è un musicista, attore e doppiatore statunitense.
È conosciuto soprattutto per la sua parte nel film The Blues Brothers - I fratelli Blues (1980), nel quale era pianista della Blues Brothers Band. Riprese il suo ruolo nel sequel Blues Brothers - Il mito continua (1998). Questa parte fu assegnata a Dunne dopo che il primo contattato, Paul Shaffer, fu impossibilitato ad accettare per problemi contrattuali con il Saturday Night Live. Dunne si esibì live con la band in occasione dell'album Made in America del 1980.
Oltre al suo lavoro con i Blues Brothers, ha recitato in molti spettacoli televisivi e ha fatto il doppiatore nel film Cowboy Bebop, nella serie TV Ghost in the Shell: Standalone Complex e nel videogioco Star Trek: Klingon Academy.

## Filmografia

### Cinema
- The Monitors (1969)
- Tunnel Vision, regia di Neal Israel e Bradley R. Swirnoff (1976)
- Il fantabus (The Big Bus) (1976)
- Chesty Anderson U.S. Navy (1976)
- American Raspberry (1977)
- Bentornato Dio! (Oh, God!) (1977)
- Alta tensione (High Anxiety), regia di Mel Brooks (1977)
- Old Boyfriends - Il compagno di scuola (Old Boyfriends) (1979)
- Ma che sei tutta matta? (The Main Event) (1979)
- L'ultima coppia sposata (The Last Married Couple in America) (1980)
- The Blues Brothers (1980)
- Loose Shoes (1980)
- Crazy Runners - Quei pazzi pazzi sulle autostrade (Honky Tonk Freeway) (1981)
- Paternity (1981)
- Focus on Fishko (1983)
- Going Berserk (1983)
- Con le buone maniere si ottiene tutto (Bad Manners) (1984)
- Perfect (1985)
- Summer Rental (1985)
- Un eroe per il terrore (Hero and the Terror), regia di William Tannen (1988)
- Let's Kill All the Lawyers (1992)
- Blues Brothers: Il mito continua (Blues Brothers 2000) (1998)
- Phoenix - Delitto di polizia (Phoenix) (1998)
- Cowboy Bebop: Tengoku no tobira (2001)
- The Mothman Prophecies - Voci dall'ombra (The Mothman Prophecies) (2002)
- Deadly Swarm (2003)
- Nobody Knows Anything! (2003)
- News Movie (The Onion Movie) (2008)

### Televisione
- The Lorenzo and Henrietta Music Show – serie TV (1976)
- I Fitzpatricks (The Fitzpatricks) – serie TV, un episodio (1977)
- Husbands, Wives & Lovers – serie TV, un episodio (1978)
- Stockard Channing in Just Friends – serie TV, un episodio (1979)
- Henry e Kip (Bosom Buddies) – serie TV, un episodio (1981)
- California (Knots Landing) – serie TV, un episodio (1981)
- Lou Grant – serie TV, un episodio (1981)
- Laverne & Shirley – serie TV, 3 episodi (1978-1982)
- Jennifer (Jennifer Slept Here) – serie TV, un episodio (1983)
- Legmen – serie TV, un episodio (1984)
- Cuore e batticuore (Hart to Hart) – serie TV, un episodio (1984)
- Domestic Life – serie TV, un episodio (1984)
- Ernie Kovacs - Tra una risata e l'altra (Ernie Kovacs: Between the Laughter) – film TV (1984)
- Mr. Success – film TV (1984)
- Mai dire sì (Remington Steele) – serie TV, un episodio (1985)
- Space - miniserie TV (1985)
- L'albero delle mele (The Facts of Life) – serie TV, un episodio (1985)
- Ai confini della realtà (The Twilight Zone) – serie TV, episodio 1x24 (1985)
- Tall Tales & Legends – serie TV, un episodio (1986)
- Foley Square – serie TV, un episodio (1986)
- Simon & Simon – serie TV, 3 episodi (1983-1987)
- Top Secret (Scarecrow and Mrs. King) – serie TV, 3 episodi (1985-1987)
- Faerie Tale Theatre – serie TV, un episodio (1987)
- Sharing Richard – film TV (1988)
- Evening Shade – serie TV, un episodio (1991)
- Murphy Brown – serie TV, un episodio (1991)
- Giudice di notte (Night Court) – serie TV, 2 episodi (1991)
- Innamorati pazzi (Mad About You) – serie TV, un episodio (1993)
- A League of Their Own – serie TV, un episodio (1993)
- Room for Two – serie TV, un episodio (1993)
- Frasier – serie TV, un episodio (1996)
- The John Larroquette Show – serie TV, un episodio (1996)
- Cybill – serie TV, un episodio (1998)
- Jarod il camaleonte (The Pretender) – serie TV, un episodio (1999)
- Providence – serie TV, un episodio (1999)
- Even Stevens – serie TV, un episodio (2000)
- Kôkaku kidôtai: Stand Alone Complex – serie TV (2002)
- Live from Baghdad – film TV (2002)
- Justified – serie TV, un episodio (2013)